# Ouaka (prefektur)
Ouaka (franska) eller Wäkä (sango) är en prefektur i Centralafrikanska republiken. Den ligger i den centrala delen av landet, 300 km nordost om huvudstaden Bangui. Antalet invånare var 276 710 vid folkräkningen 2003. Arean är 49 900 kvadratkilometer. Ouaka gränsar till prefekturerna Kémo, Nana-Grébizi, Bamingui-Bangoran, Haute-Kotto och Basse-Kotto samt till Kongo-Kinshasa.
Ouaka delas in i underprefekturerna:
- Bakala
- Bambari
- Grimari
- Ippy
- Kouango